# Tyrkiske uafhængighedskrig
Den tyrkiske uafhængighedskrig (tyrkisk: Kurtuluş Savaşı "Befrielseskrigen" eller İstiklâl Harbi "Uafhængighedskrigen" eller Millî Mücadele "Nationalkampagnen"; 19. maj 1919 – 24. juli 1923) blev udkæmpet mellem den tyrkiske nationalbevægelse og medlemmerne af Ententen: Grækenland på vestfronten, Armenien på østfronten, Frankrig på sydfronten samt Storbritannien og Italien i Konstantinopel – efter dele af det Osmanniske Rige blev besat og opdelt efter osmannernes nederlag i første verdenskrig. Kun få af besættelsesstyrkerne fra Storbritannien, Frankrig og Italien  blev indsat eller involveret i kampe.
Den tyrkiske nationalbevægelse (Kuva-yi Milliye) i Anatolien kulminerede i dannelsen af en ny Øverste nationalforsamling under Mustafa Kemal Atatürk og hans kolleger. Efter sejrerne på vest-, øst- og sydfronten blev Sèvres-traktaten skrottet og erstattet med Kars-traktaten i oktober 1921 og Lausanne-traktaten i juli 1923. Ententen forlod Anatolen og det Østlige Thrakien, og Tyrkiets Øverste nationalforsamling erklærede den 29. oktober 1923 Republikken Tyrkiet.
Den tyrkiske nationalbevægelse, opdelingen af det Osmanniske Rige og afskaffelsen af sultanatet førte til det Osmanniske Riges fald, og efter Atatürks reformer oprettede tyrkerne den sekulære nationalstat Tyrkiet. 3. marts 1924 blev det Osmanniske Rige afskaffet, og den sidste sultan, Abdülmecid 2., blev sendt i eksil.

## Fodnoter
1. ↑  I august 1922 dannede den tyrkiske hær 23 infanteridivisioner og seks kavaleridivisioner, svarende til 24 infanteridivisioner og syv kavaleridivisioner hvis de yderligere tre infanteriregimenter, fem underbemandede grænseregimenter, en kavaleribrigade og tre kavaleriregimenter inkluderes (271.403 mænd i alt). Tropperne blev fordelt i Anatolien således:[7] Østfronten: 2 infanteridivisioner, 1 kavaleridivision, Erzurum og Kars befæstede områder og 5 grænseregimenter (29.514 mænd); El-Cezire-fronten (sydøstlige Anatolien, østlige regione af floden Eufrat): 1 infanteridivision og 2 kavaleriregimenter (10.447 mænd); centralhærsområdet: 1 infanteridivision og 1 kavaleribrigade (10.000 mænd); Adana kommandocentral: 2 bataljoner (500 mænd); Gaziantep-området: 1 infanteriregiment og 1 kavaleriregiment (1.000 mænd); Indlandsregionsenheder og institutioner: 12.000 men; vestfronten: 18 infanteridivisioner og 5 kavaleridivisioner, hvis den uafhængige brigade og regimenter inkluderes, 19 infanteridivisioner og 5,5 kavaleridivisioner (207.942 mænd).
2. ↑  Ifølge nogle tyrkiske estimater lå antallet af tilskadekomne på mindst 120.000-130.000.[24] Vestlige kilder nævner 100.000 dræbt og såret,[25][26] med samlet set 200.000 tilskadekomne, indregnet at 100.000 tilskadekomne udelukkende var som følge af Smyrna-offensiven i august-september 1922.[27][28][29] Materielt tab var ligeledes enormt.[30]